# Conquered Kingdoms
Conquered Kingdoms est un jeu vidéo de stratégie développé par Fogstone Games et édité par Quantum Quality Productions en 1992 pour MS-DOS.

## Accueil
| Conquered Kingdoms    |      |       |
| Média                 | Pays | Notes |
| AllGame               | US   | 3,5/5 |
| Computer Gaming World | GB   | 2,5/5 |
| Dragon                | GB   | 4/5   |